# هالوار
هالوار (به لاتین: Hallavar) یک منطقه مسکونی در جمهوری آذربایجان است که در شهرستان اغوز واقع شده است.